# 다라 포위전
다라 포위전은 2011년 시리아 민중봉기 당시 시위 중심지 중 하나였던 다라에서 발생한 사태이다. 시리아 육군이 4월 25일 이후 다라시 주변을 포위공격하며 10일간의 포위전이 시작되었고, 이 때문에 시리아 민중봉기가 무장 반란으로 확대되어 시리아 내전으로 이어졌다.
시리아군의 포위공격에는 전차, 헬리콥터, 군 병력 6천명이 동원되었다. 244명 이상이 사망했으며, 1,000명이 구금되었다.

## 배경
2011년 초 시리아 전역에서 아랍의 봄 시위가 여러 차례 일어났다. 3월 6일 다라에서는 2월 22일 반정권적인 낙서를 했다는 이유로 10대 12명~15명 가까이가 체포되었다. 체포된 학생들은 바샤르 알아사드 대통령의 사촌인 아테프 나집이 이끄는 정치보안부에 끌려가 고문을 당했다. 3월 18일에는 수감된 학생의 석방과 부패 척결, 정치적 자유 확대를 요구하는 시위가 일어났다. 보안군은 시위대에 실탄을 발사하여 3명이 사망하고 다음 날에는 4명이 부상으로 사망하는 등 시위대에 과격하게 대응했다. 이 때문에 시위의 규모가 더 커졌다.
시위가 3일째 이어지던 3월 20일, 보안군이 또 다시 발포해 1명이 추가로 사망하여 사망자가 5명으로 늘어나고 수십 명이 부상을 입었다. 이후 시위대는 아사드 대통령의 사촌인 라미 마클루프가 소유한 시리아텔 건물, 바트당 지역당사, 지방법원 건물에 불을 지르며 폭력적으로 변했다. 중앙의 오마리 모스크는 병원을 겨냥한 정부의 보복을 두려워하는 시위대를 위해 임시 병원을 운용하기 시작했다. 시리아 정부는 시위를 진정시키기 위해 3월 6일 구금되었던 청년 일부를 풀어주고 다라주 주지사인 파이살 칼툼을 해임했으며 군 복무 기간을 21개월에서 18개월로 단축하는 등 시위대의 요구를 일부 반영했다.
3월 23일에는 보안군이 오마리 모스크 인근에서 시위대 수천 명을 공격하며 최소 37명이 사망했다. 정부 측은 충돌 원인이 "무장 깡패"들이 모스크 안에 무기와 탄약을 비축해 4명을 죽였다면서 시위대 측에 있다고 주장했다.
4월 8일 다라에서 시위대와 보안군 사이에 심각한 충돌이 발생해 시위대 27명이 사망했다. 알자지라에 따르면 4월 22일 "위대한 금요일" 시위에도 충돌로 다라에서 100명 가까이 사망했다.

## 연표
2011년 4월 25일에서 5월 5일 사이 대통령 바샤르 알아사드의 형제 마헤르 알아사드가 지휘하는 시리아 육군 제4기갑사단이 인구 75,000명에서 30만명이 거주하고 있는 다라를 기습한 후 포위했다..

### 4월 25일 월요일
주민들에 따르면 새벽이 되자 3월 15일 이후 처음으로 시위대를 향해 사용한 전차 8대가 군인 수백명과 함께 도시로 들어왔고 일부 주민은 들어온 병력이 최대 6천명이었다고 추정했다. 이 병력은 3월부터 시위대의 본부 역할을 한 오마리 모스크를 점령하기 위해 3개의 작은 이슬람 사원을 기습했다. 수도, 전기, 전화선이 끊겼으며 저격수가 모스크 지붕에 자리잡고 총과 칼로 무장한 군인과 비정규 민병대가 집집마다 돌아다니며 시위대를 수색했다.
새벽 기습으로 수백명이 사망했다. 한 지역 주민은 위성 전화를 통해 언론과의 인터뷰에서 거리에는 시신이 널부러져 있으며 시신을 수습하러고 하면 총에 맞을 위협이 있다며 "그들은 다라를 통해 시리아 전역에 무언가 교훈을 주고 싶어하는 것 같다"고 말했다. 《애리조나 데일리 스타》 지가 보도한 또 다른 주민과의 인터뷰에서는 "오바마가 와서 시리아를 점령하게 해주세요. 이스라엘이 와서 시리아를 점령하게 해주세요. 유대인이 와도 됩니다. 바샤르 알아사드보다는 뭐보단 나을겁니다."라고 말했다. 시리아인권관측소(SOHR)의 또 다른 반정부 소식통에 따르면 군 여단의 부사령관은 도시를 습격하라는 명령을 거부하자 체포되었다고 말했다.

### 4월 26일 화요일
인권 단체에 따르면 다라에서 수백명이 보안군에게 체포되었다. 다라의 한 주민이 《AP 통신》과의 전화 통화에서 "우리는 학살을 당하고 있다. 아이들이 죽임을 당하고 있다."라고 말했다.

### 4월 28일 목요일
《알자지라》는 아마추어 비디오와 사진을 인용해 다라의 군인이 시위대를 향해 총을 쏘길 거부하거나 탈영했다는 이유로 다른 군인에게 부상을 입었을 가능성이 보인다며 이들은 민간인의 도움을 받은 상태라고 밝혔다. 시리아 정부는 "이러한 보고"는 존재하지 않는다며 부인했다.
알자지라에 따르면 다라 주민은 저격수가 움직이는 모든 것을 향해 총을 쏘는 상태라 집 밖을 벗어나지 못한다고 말했다. 또한 알자지라와 로스앤젤레스 타임스는 4월 25일에서 28일 3일간 다라에서 보안군이 42~50명을 살해했다고 주장했다. 로스앤젤레스 타임스에 따르면 한 주민은 육군 사단 전체나 여단 하나가 명령을 거부해 사람들 사이로 숨어있다고 주장했다. 하지만 해외 언론인이 시리아 내로 접근할 수 없어 이 주장을 확인할 수 없다.

### 4월 29일 금요일
다라 외곽에서 시위대 수천명이 포위된 도시로 진입을 시도하다 보안군의 총격으로 15명이 사망했다고 알자지라가 보도했다.
다라는 이제 전차와 무장한 병력에 완전히 포위되었고, 목격자의 통화에 따르면 저격수들이 여전히 지붕 위에 앉아 모스크 미나레트에 숨어 있다고 알자지라가 보도했다. 또한 인터뷰한 주민은 총에 맞을 위험이 커 시신을 수습하지 못해 길거리 곳곳에 시신이 썩어 가는 상태라고 말했다. 현지의 저명한 변호사인 타메르 알자하마니는 영안실에 시신 83구가 보관되어 있는 상태라고 말했다. 시위대는 4월 29일 다라에서 총 33명이 사망했다고 보고했다.
시리아 정부는 "극단주의 및 테러단체"와 교전중이라며 군인 2명이 사망했다고 주장했다. 또한 시리아군에 따르면 156명을 체포했다.

### 4월 30일 토요일
헬리콥터와 전차 약 20대의 지원을 받은 시리아군이 전차탄과 기관총을 발포하고 오마리 모스크에 공수부대를 투입해 점령했다. 이 작전 중 6명이 사망했는데 그 중 한 명이 모스크 이맘의 아들이라고 목격자들이 밝혔다.
한 목격자는 알자지라와의 인터뷰에서 군인 300명이 탈영해 시위대에 합류했으며 "식량, 의약품, 전기가 없어 빗물을 모아 받아마시고 있다"고 밝혔다.

### 5월 1일 일요일
다라 주민은 여전히 물, 연료, 전기가 공급되지 않으며 통신도 끊긴 채 집에 갇혀 있는 상태라고 전했다. 주민들은 저녁마다 창문에서 서로를 향해 "신은 위대하다!"를 외치며 보안군을 격분시켰다고 알려졌다.
다라의 한 소식통은 알자지라에 보안군이 가가호호 수색을 강화했으며 수백명이 체포된 상태라고 전했다. 정부는 149명을 체포했다고 밝혔다.
한 주민은 도시의 고대 로마 시기 지구에 전차포탄이 발사되었다고 전했다.

### 5월 4일 수요일
시리아군 관계자는 보안군이 다라에서 무장 단체 일원을 체포했으며 그곳에서 지하와 정원에 숨겨진 무기와 탄약을 발견했다고 발표했다.

### 5월 5일 목요일
다마스쿠스 인권연구센터(DCHRS)는 대부분 어린이인 민간인 시신 244구가 다라에서 다마스쿠스에 있는 티스렌 군병원으로 이송되었으며 대부분 민간인 총격을 거부하자 등뒤에서 총을 맞아 사망한 사병과 장교 시신 81구도 같이 이송되었다고 밝혔다. 다라 지역에서 보고된 한 아마추어 영상에 따르면 사람들 수십명이 길거리에서 살해당하는 장면이 담겨 있으며, 대부분 머리에 총을 맞아 사망했다. DCHRS는 다라의 포위전을 "열흘 간의 학살"이라고 부르며 군대가 대공 무기를 이용해 중앙 지구의 주택을 공격했다고 주장했다. 《BBC》에 따르면 4월 30일 이후 거의 1천명에 달하는 남성이 다라에서 체포되었다.
시리아 국영 언론사와 군 관계자는 군이 "테러리스트를 구금하고" "다라의 평온을 회복하는 임무를 수행"하고 완료했으며 군대가 "점진적 철수"를 시작했다고 밝혔다. AFP 특파원은 군인 350명, 장갑차 20대, 트럭 20대가 도시 밖으로 빠져나가는 것을 목격했으며 현지 목격자는 다라에서 북쪽으로 향하는 병력수송장갑차를 따르는 전차 약 30대을 목격했다고 밝혔다. 병력은 도시 입구에 계속 배치되었다.
식수, 식량, 의약품을 운반하는 트럭과 시리아 아랍 적신월사 및 국제 적십자 위원회 전문가들이 처음으로 다라에 긴급 보급품을 전달했다. 다라 대학의 학생 150명이 짧은 연좌 농성을 시작했다.

## 국제적 반응
포위전에 대응해 유엔 안전 보장 이사회 상임이사국인 영국과 프랑스를 포함해 유럽연합 국가들은 시리아 정부에 폭력 사용 비난안을 이사회에 요구했지만 러시아와 중화인민공화국이 이를 지지할지 불분명했다. 미국의 대통령 버락 오바마는 미국이 자국 내 시리아 관료의 자산을 동결할 준비가 되었다고 발표했다.

## 여파
- 5월 6일: 주민은 여전히 군대가 다라에 주둔해 있으며 거리가 대부분 점령되었고 주민들도 집을 떠나기 무서워하는 상태라고 밝혔다.[39] 한 목격자에 따르면 다라에서 서북쪽으로 약 12 km 떨어진 타파스에서 시위대가 모여 다라 도시 내로 들어가러 시도했으나 군에게 저지당해 실패했다고 말했다..[40][41]
- 5월 9일: 시리아 인권기구에 따르면 시리아군이 최근 며칠간 체포한 수백명을 구금하기 위해 학교와 축구 경기장을 임시 감옥으로 쓰고 있는 상태라고 밝혔다.[42] 유엔 인도주의 평가단은 시리아 입국 및 다라 방문 허가를 받지 못했다.[42]
- 5월 13일: 다라 안팎에서 시위가 일어났다.[43]
- 5월 14일: 시리아 관료는 군인과 전차가 다라에서 철수하는 중이라고 발표했다.[44]
- 5월 16일: 한 인권 운동가는 군이 주민들에게 하루 2시간동안 집 밖을 나갈 수 있게 허가한 상태라고 밝혔다.[45] 다라 외곽에서 각각 시신 24구와 7구가 있는 집단무덤이 발견되었다.[46][47] 한 시간만에 시리아군이 이 현장을 장악해 시신을 제거하고 목격자의 휴대전화를 압수하기 시작했다고 알려졌다.[47] 이 이야기는 대부분 외국 기자의 시리아 접근이 확인되지 않아 독립적인 출처를 통해 확인할 수 없는 상태이다.[47]